# Jill Tarter

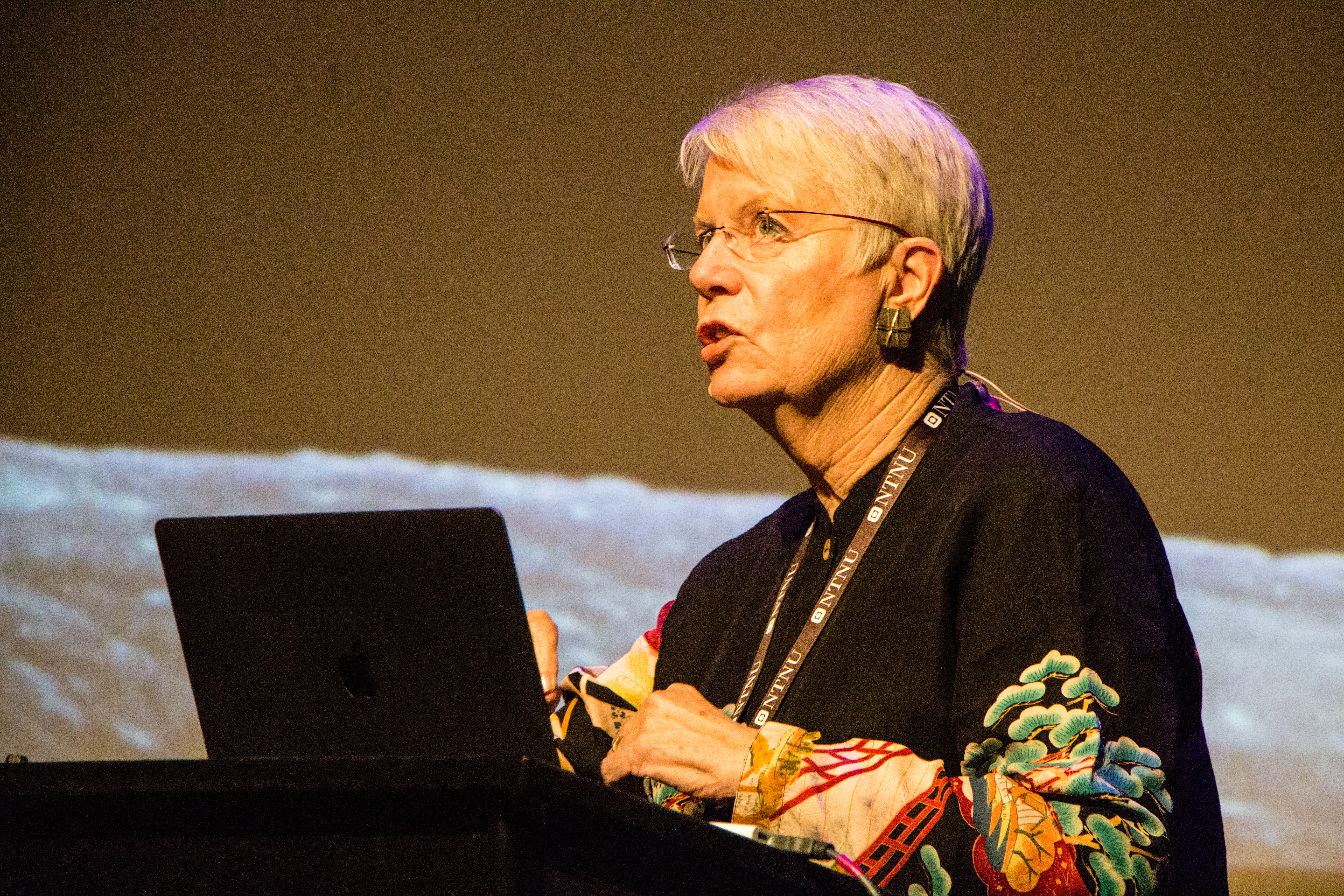

Jill Cornell Tarter (Nueva York, 16 de enero de 1944) es una astrónoma estadounidense. Exdirectora del Centro de investigación SETI, ocupó la cátedra Bernard M. Oliver de SETI, en el Instituto SETI, hasta su jubilación en mayo de 2012. Fue una de las fundadoras del instituto en 1984.
Tarter estudió en la Universidad Cornell, donde obtuvo la Licenciatura en Ingeniería Física en 1965. Posteriormente realizó un máster (1971) y Doctorado (1975) en Astronomía en la Universidad de California en Berkeley.

## Carrera

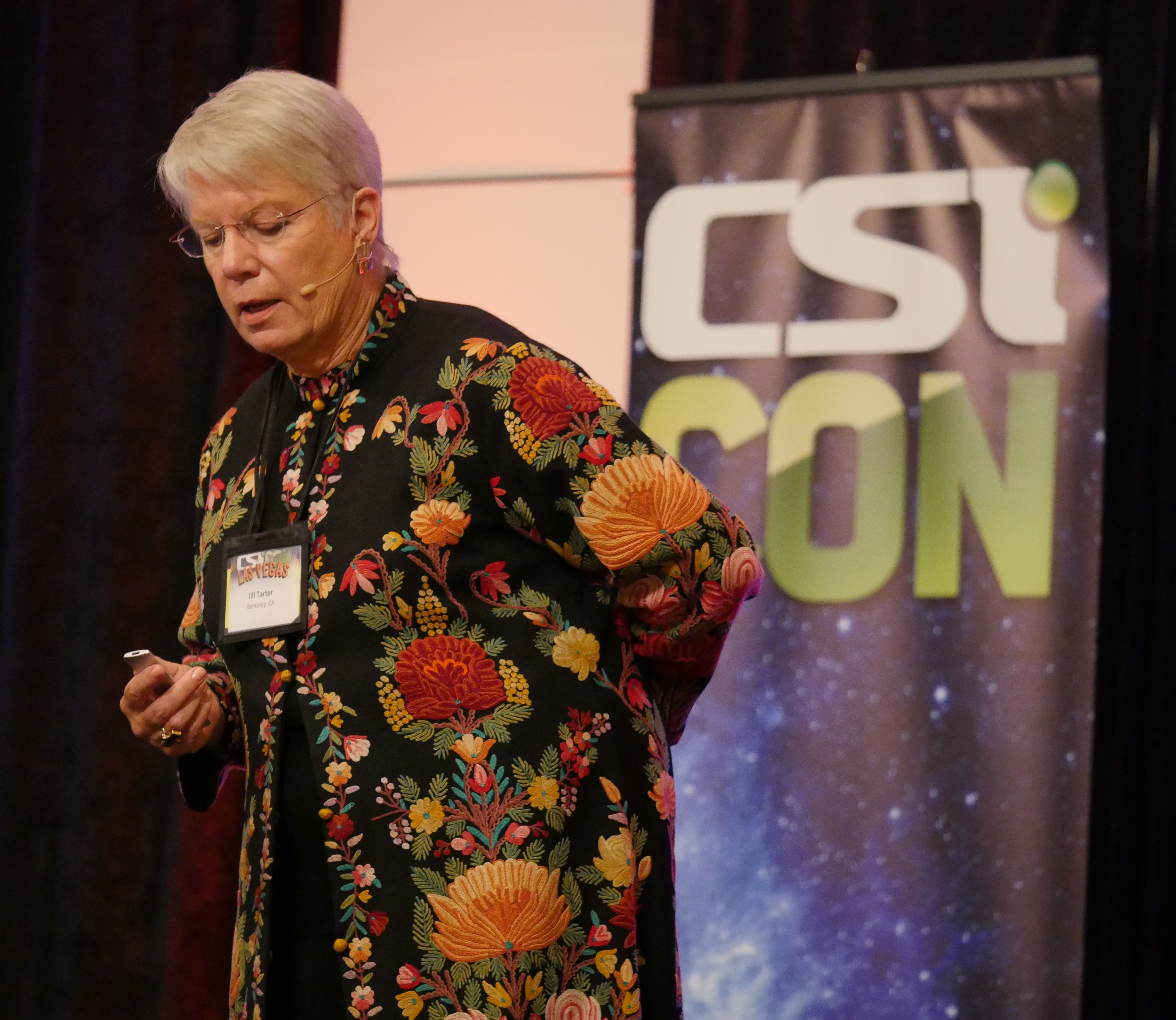
Jill Tarter en el Life Beyond Earth CSICon 2016

Tarter ha trabajado en varios proyectos científicos importantes, la mayoría relacionados con la búsqueda de vida extraterrestre. Como estudiante de posgrado, trabajó en el proyecto de búsqueda de radio SERENDIP, y creó el contexto correspondiente, «Búsqueda de emisiones de radio extraterrestres de poblaciones inteligentes desarrolladas cercanas». Fue científica del proyecto para la Observación de microondas en alta resolución de la NASA (HRMS - High Resolution Microwave Survey) en 1992 y 1993 y, posteriormente, directora del Proyecto Phoenix (HRMS reconfigurado) bajo los auspicios del Instituto SETI. Este proyecto permaneció activo entre 1995 y 2014 y en ese tiempo escrutó desde Arecibo cerca de ochocientos sistemas estelares parecidos al sistema solar.
Fue cocreadora junto con Margaret Turnbull de HabCat en 2002, un componente principal del Proyecto Phoenix. Tarter ha publicado docenas de documentos técnicos y conferencias extensamente tanto en la búsqueda de inteligencia extraterrestre como en la necesidad de una educación científica adecuada. 
Diseñó, junto a su equipo, el Allen Telescope Array (ATA), un sistema único compuesto por cuarenta y dos antenas de 6,1 metros cada una, situado en el Hat Creek Radio Observatory y que comenzó sus operaciones en 2007.
Se le atribuye el término enana marrón para la clasificación de estrellas con masa insuficiente para sostener la fusión de hidrógeno. 
Pasó 35 años en la búsqueda de vida extraterrestre hasta su retiro en 2012.
En 2011, Tarter pronunció la charla «La vida inteligente en el universo: ¿hay alguien afuera?» en el primer Festival Internacional Starmus en la isla de Tenerife. El Festival, fundado por el astrónomo Garik Israelian, es una mezcla de astronomía, ciencias afines, música y arte. Posteriormente Tarter se unió al Consejo de Administración de Starmus junto con el astrofísico y guitarrista británico Brian May, el físico teórico Stephen Hawking, biólogo evolutivo Richard Dawkins y otros. Su charla de 2011 fue publicada en el libro «Starmus: 50 Years of Man in Space». Jill Tarter es miembro del Consejo Asesor de CuriosityStream.

## Honores
El trabajo de Tarter en astrobiología y su éxito como científica han generado reconocimientos y premios de varias organizaciones científicas.
- Medalla de la NASA al Servicio Público en 1993[7]
- Galardonado con el premio Lifetime Achievement Award por Women in Aerospace en 1989.
- Recibió dos medallas de servicio público de la NASA.[8][4]
- Fue elegido miembro de la Asociación Estadounidense para el Avance de la Ciencia en 2002 y miembro de la Academia de Ciencias de California en 2003.
- Recibió el premio Adler Planetarium Women in Space Science Award en 2003.
- Fue galardonado con el Premio de Tecnología del Festival Telluride Tech en 2001.[9]
- La revista Time la consideró una de las cien personas más influyentes del mundo en su famosa lista de 2004 y una de las veinticinco personas más influyentes en el espacio en 2012.[10]
- Recibió el Premio Carl Sagan de Wonderfest para la divulgación de la ciencia en 2005.[11]
- Elegido miembro del Comité de investigación escéptica.[12]
- Premio TED (Technology, Education, Design) en 2009, que premia a personas con visión para cambiar el mundo.[4][13]
- El Asteroide (74824) Tarter (1999 TJ 16) se llama así en su honor.[14]
- En 2017, la periodista científica Sarah Scoles publicó una biografía de Tarter y una historia de SETI, llamada «Making Contact: Jill Tarter and the Search for Extraterrestrial Intelligence».[15]

## Jill Tarter en la cultura popular
- El trabajo astronómico de Tarter se ilustra en la novela Contact de Carl Sagan. El personaje de la protagonista, Eleanor «Ellie» Arroway, está inspirado en su persona.[4][16]

Carl y Annie hicieron un aparte con Jill Tarter durante una reunión. Carl anunció que estaba escribiendo una novela. Tarter sabía eso...
...Carl dijo con coquetería que Jill en especial debería leer el libro.
Tarter no sabía lo que significaba aquello. No podía pensar que el libro tratara «de» ella, pues Sagan no la conocía tan bien. Cuando le llegó el libro, se asustó al comprobar que la heroína «Ellie» estaba en ciertos aspectos inspirada en ella. El libro describía sus relaciones con su padre y hablaba con cierta precisión de un colega masculino que ganó reconocimiento por un trabajo de ella. Resultó que Sagan había hecho algo de labor detectivesca y utilizado elementos de la vida de Tarter por mor de la verosimilitud.
William Poundstone, Carl Sagan. Una vida en el cosmos. pág.422

- En la versión cinematográfica de Contact, la protagonista Ellie Arroway fue interpretada por Jodie Foster. Tarter conversó con la actriz durante meses antes y durante el rodaje, y Arroway se «basó en gran parte» en el trabajo de Tarter.[17]

- También ha aparecido en el video musical de John Boswell Symphony of Science, «The Poetry of Reality (An Anthem for Science)».[18]

- El 20 de octubre de 2006, Tarter apareció en el podcast Point of Inquiry para discutir la pregunta: «¿Estamos solos?» Tarter declaró: «Los humanos tendremos una visión diferente acerca del ser humano cuando conozcamos la respuesta a ¿Estamos solos?».[19]
- En mayo de 2013, se presentó al Congreso la Ley de Laureados de Ciencias de los Estados Unidos de 2013. Jill Tarter fue incluida por un comentarista como posible nominada para el puesto de Laureado en Ciencias, si el acto fuera aprobado.[20]